# دوره (زیمتنگا)

دوره (Douré) روستایی در شهرستان زیمتنگا، استان بام، بورکینافاسوی شمالی است و جمعیت آن ۴۶۶ نفر است.